# Hypovitaminóza E ptáků
Hypovitaminóza E vzniká z výživy deficitní na vitamín E (tokoferol) zejména při současném nedostatku selenu a aminokyselin obsahujících síru (metionin a cystin). Na nedostatek vitamínu E jsou nejcitlivější kuřata, kachňata a krůťata ve stáří od 14 dnů do 6 týdnů, případně i holubi. Hypovitaminóza E se může vyskytnout i u exotických ptáků, zejména obsahuje-li jejich krmivo příliš velké množství tuku. K nejznámějším nemocem vznikajících při deficitu vitamínu E patří kromě poruch reprodukce také nutriční encefalomalacie, exsudativní hemoragická diatéza a svalová dystrofie. Nedostatek vitamínu E u nosnic podmiňuje i vznik krevních skvrn ve vejcích v počátečním stadiu líhnutí. Nezánětlivé změny svaloviny žaludku a srdce byly popsány u krůťat 
Ke vzniku hypovitaminózy E přispívají některé faktory, mezi nimiž je třeba na předním místě jmenovat rychlý růst kuřat podporovaný intenzivním krmením, což zvyšuje nároky i na přívod vitamínu E.
Vznik encefalomalacie podporuje vysoký obsah tuku v krmivu, nikoliv však rostlinného, jehož přídavek naopak brání vzniku encefalomalacie. U kachňat souvisí výskyt svalové dystrofie se svalovou námahou, neboť se vyskytuje zejména tam, kde se kachňata vypouštějí na vodu a překonávají při tom větší vzdálenost.

## Encefalomalacie ptáků
U kuřat se encefalomalacie projevuje ochablostí, tremorem, neschopností koordinované svalové činnosti, stáčením hlavy (tortikolis, opistotonus), křečemi, které se střídají s ochabnutím, a konečně úplným ochrnutím a smrtí. Podobné příznaky byly pozorovány u papoušků rodů Neophema a Eclectus. Nervové příznaky při encefalomalacii jsou doprovázeny změnami na mozečku, hemisférách a prodloužené míše. 
Při nedostatku vitamínu E v krmné dávce nosnic se popisuje zvýšená mortalita zárodků v začátečním období inkubace (do 4. dne). Při běžné výživě však přídavek vitamínu E nemá vliv na líhnivost. U jednodenních kuřat po nosnicích živených deficientně je obsah vitamínu E v játrech až 10× nižší. U kohoutů při nedostatku vitamínu E dochází k degeneraci varlat.

## Exsudativní diatéza ptáků
Exsudativní diatéza vzniká náhle a je doprovázena vysokou morbiditou kuřat při krátkém průběhu nemoci. Kuřata jsou netečná, s otoky a krváceninami v podkoží a kosterní svalovině krku, prsou a dutiny tělní. Postávají široce rozkročena a nerada se pohybují. K úhynům dochází v důsledku kolapsu krevního oběhu.

## Svalová dystrofie ptáků
Svalovou dystrofií jsou nejčastěji postižena kachňata. Klinické příznaky začínají náhlým kulháním. Postižená zvířata zůstávají pozadu za hejnem, posedávají, snaží se rychlými pohyby dohonit ostatní, avšak nemohou, vrávorají a uléhají, až dochází k ochrnutí končetin a k uhynutí. Při pitvě se zjišťuje edém a rosolovité prosáknutí v podkoží a krváceniny ve svalovině, zmnožení tekutiny v perikardu (hydroperikard) a změny myokardu na hrotu srdce, případně ascites. Nápadné jsou dystrofické změny na kosterní svalovině, projevující se jako drobné čárkovité světlejší proužky šedobílé barvy ve směru průběhu svalových vláken. 

## Terapie a prevence
Léčba spočívá ve zvýšené aplikaci vitamínu E a selénu. Hlavním zdrojem vitamínu E jsou rostlinné oleje (bavlníkový, řepkový, sójový, slunečnicový), pšeničné klíčky a klíčkový olej.
Prevence hypovitaminózy E se opírá zejména o kontrolu krmné dávky, v níž nemá být větší množství tuků a nenasycených mastných kyselin, a v zajištění dostatečného přívodu vitamínu E a selenu. Tokoferoly jsou zastoupeny v běžně používaných krmivech. 
Preventivní charakter má také přídavek antioxidantů, z nichž nejznámější jsou DPPD (difenyl-p-fenylendiamin), BHA, BHT a Kurasan (santochin), které se přidávají přímo do krmných směsí. Při některých formách nedostatku vitamínu E se uplatňuje velmi příznivě selen.[zdroj⁠?!]